# Aucuba chinensis
Aucuba chinensis é uma espécie de arbusto nativa do sul da China, Taiwan, Birmânia e Vietname. Normalmente, cresce até 6 metros de altura, embora possa ser maior. As folhas são grossas, verde-escuro em cima e verde-claro em baixo, às vezes com indentações ao longo das margens.